# Hero of the Day
«Hero of the Day» és el catorzè senzill de la banda estatunidenca Metallica, el segon extret de l'àlbum d'estudi, Load, llançat el 9 de setembre de 1996. Va ser la segona cançó consecutiva en esdevenir número 1 de la llista estatunidenca de Rock.
La versió original enregistrada com a demo es coneixia com a "Mouldy " perquè el seu riff principal recordava al so típic de Bob Mould. La lletra de la cançó tracta sobre la gent que busca herois en els mitjans de comunicació sense adonar-se que es poden trobar en la vida quotidiana.
El senzill inclou quatre cançons versionades de Motörhead com a cares-B, enregistrades en directe durant un assaig per la festa del 50è aniversari de Lemmy que es va celebrar al club nocturn Whisky a Go Go de Los Angeles. El videoclip de la cançó fou dirigit per Anton Corbijn, i mostra un home mirant la televisió, on en tots els canals hi apareixen els membres de Metallica d'una forma o altra, ja siguin programes, concursos, pel·lícules, telenotícies o anuncis. El tema va ser inclòs en l'àlbum S&M, interpretada conjuntament amb la San Francisco Orchestra.

## Llista de cançons
| 1. | «Hero of the Day»                                         | 4:24  |
| 2. | «Kill/Ride Medley» (directe - Escape from the studio '95) | 10:17 |

| 1. | «Hero of the Day»                     | 4:24 |
| 2. | «Overkill»                            | 4:07 |
| 3. | «Damage Case»                         | 3:53 |
| 4. | «Hero of the Day» (Outta B-Sides Mix) | 6:34 |

| 1. | «Hero of the Day»                              | 4:24 |
| 2. | «Stone Dead Forever»                           | 5:06 |
| 3. | «Too Late Too Late»                            | 3:18 |
| 4. | «Mouldy» (versió primitiva de Hero of the Day) | 5:22 |

| 1. | «Hero of the Day»    | 4:24 |
| 2. | «Overkill»           | 4:07 |
| 3. | «Damage Case»        | 3:39 |
| 4. | «Stone Dead Forever» | 4:52 |
| 5. | «Too Late Too Late»  | 3:12 |

| 1. | «Hero of the Day»                              | 4:24 |
| 2. | «Mouldy» (versió primitiva de Hero of the Day) | 5:22 |
| 3. | «Hero of the Day» (Outta B-Sides Mix)          | 6:34 |
| 4. | «Stone Dead Forever»                           | 4:52 |
| 5. | «Damage Case»                                  | 3:39 |
| 6. | «Too Late Too Late»                            | 3:12 |